# 南台南駅

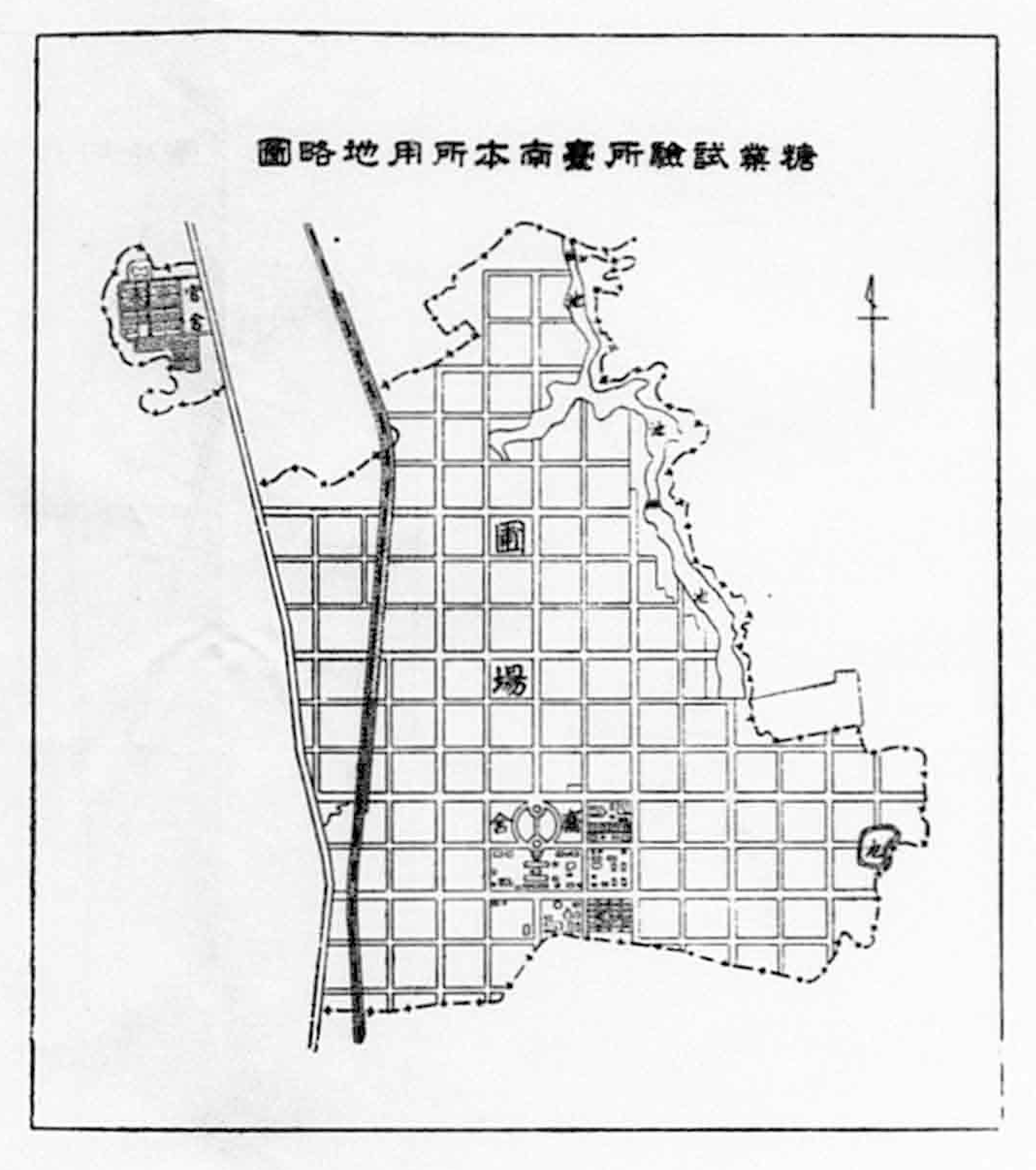
戦前の糖業試験所周辺図

南台南駅（みなみたいなんえき）は台湾台南市東区にあった台湾鉄路管理局縦貫線の駅。現在は廃止されているが、駅舎は保存されている。
地図には「台南南站」と誤記されることも多い。また、台南市街地の台鉄地下化計画に再度当駅を設けて旅客輸送を行う予定である。

## 歴史
- 1932年 - 台南州新化郡新化街（現・台南市新化区）の甘蔗試作場が此処に転移し、台湾総督府糖業試験所として成立。
- 1933年10月20日 - 当駅の前身の試験所前駅（旧字体：試驗所前驛；歴史的仮名遣：しげんしやうまへ）開業[3][4]。ガソリン動車のみ停車する通勤駅。
- 1943年10月17日 - 今日の南台南駅が台南市竹篙厝七一二番地（試験所前駅の北方0.4km）に開業[5]。
- 1950年 - 駅舎が戦争で爆破される。戦後中華民国空軍が再建を求める。
- 1951年3月1日 - 貨物の三等駅として南台南駅が再開業[6]。
- 1986年9月24日 - 台南駅管理の簡易駅となる。
- 1986年11月15日 - 次簡易駅となる。
- 1991年8月9日 - 廃止。高雄保線区の管理となる。
- 1996年3月9日 - 台南市東区が支援し、修繕および美化を進める。
- 2017年3月15日 - 台南市鉄道地下化事業（中国語版）の当駅付近の工区が起工[7]。
- 2024年末 - 地下化工事竣工に伴い旅客駅として再開業予定。

## 駅構造
- プラットホーム無し
- 貨物駅

### 保存状況
駅舎の保存状態は良好である。

## 廃止前の利用状況
| 年       | 年間   | 年間   | 年間     | 年間   | 1日平均 | 1日平均 |
| 年       | 乗車   | 下車   | 乗降車計 | 出典   | 乗車    | 乗降車  |
| -------- | ------ | ------ | -------- | ------ | ------- | ------- |
| 1933年度 | 3,193  | 3,738  | 6,931    | [ 3 ]  | 20      | 43      |
| 1934年度 | 7,059  | 7,453  | 14,512   | [ 8 ]  | 19      | 40      |
| 1935年度 | 7,796  | 7,945  | 15,741   | [ 9 ]  | 21      | 43      |
| 1936年度 | 10,348 | 12,262 | 22,610   | [ 10 ] | 28      | 62      |
| 1937年度 | 9,976  | 13,013 | 22,989   | [ 11 ] | 27      | 63      |
| 1938年度 | 6,950  | 11,133 | 18,083   | [ 12 ] | 19      | 50      |
| 資料なし |        |        |          |        |         |         |

## 駅周辺
※当駅の近くには多くの糖業試験場農田があり、市政府は「南台南駅副都心」という計画がある。
- 亞伯ホテル
- 台南国宝ビル
- 台南空港
- 台南市立台南文化中心（中国語版）
- 糖業試験所及び耕地
- 台糖本社

## 隣の駅
台湾鉄路管理局
縦貫線南段
台南駅 - （林森駅）- 南台南駅 - 保安駅